# The Vision (lucha libre profesional)
The Vision (La Visión en español) es un equipo heel de lucha libre profesional compuesta por el líder Seth Rollins, Bron Breakker, Bronson Reed y Paul Heyman, quien actúa como su mánager. El grupo está contratado por WWE, donde aparece en la marca Raw. Actualmente, Rollins es el Campeón Mundial Peso Pesado en su segundo reinado. El nombre de la facción hace referencia al apodo de Rollins: The Visionary.

## Historia
El 19 de abril de 2025, en la Noche 1 de WrestleMania 41, Seth Rollins derrotó a CM Punk y Roman Reigns con la ayuda de Paul Heyman, aliado de ambos luchadores, cambiando a rudo (heel) junto con él. En el episodio de Raw del 21 de abril, Rollins y Heyman reclutaron a Bron Breakker a su alianza, terminando el programa con los tres dominando a Punk y Reigns. El 24 de mayo en Saturday Night's Main Event XXXIX, Rollins y Breakker derrotaron a Punk y Sami Zayn gracias a la intervención de Bronson Reed, quien se unió al grupo. En Money in the Bank el 7 de junio, Rollins ganó el Money in the Bank masculino tras ayuda de Breakker y Reed, convirtiéndose en el tercer luchador (después de Punk y Carmella) en ganar la lucha más de una vez y el cuarto en tener el contrato en más de una ocasión.
El 2 de agosto, durante la Noche 1 de SummerSlam, Rollins canjeó el contrato Money in the Bank contra CM Punk para ganar el Campeonato Mundial Peso Pesado por segunda vez. En el episodio de Raw del 4 de agosto, la alianza de Rollins, Breakker, Reed y Heyman recibió oficialmente el nombre de "The Vision".

## Miembros

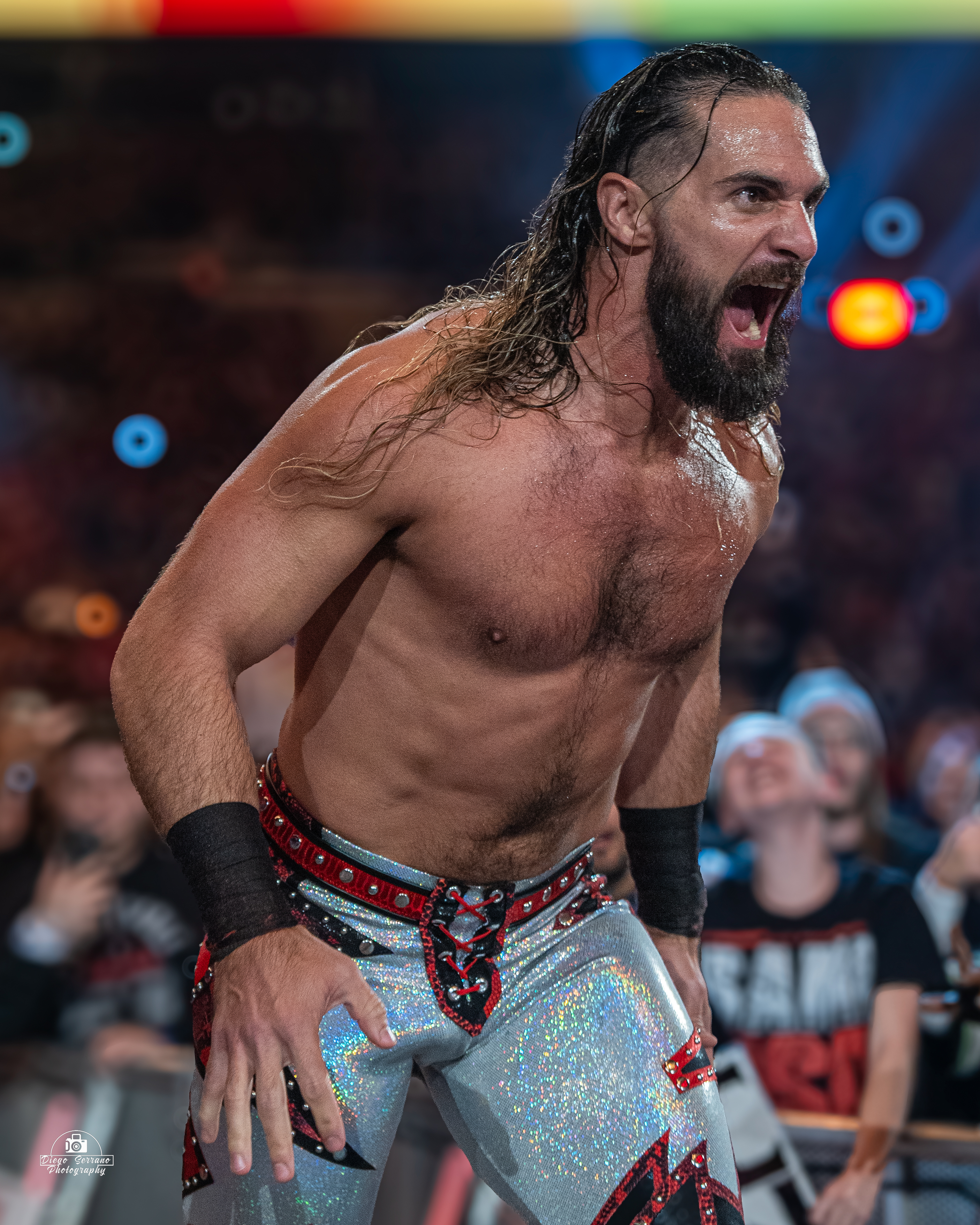
Seth Rollins (L)
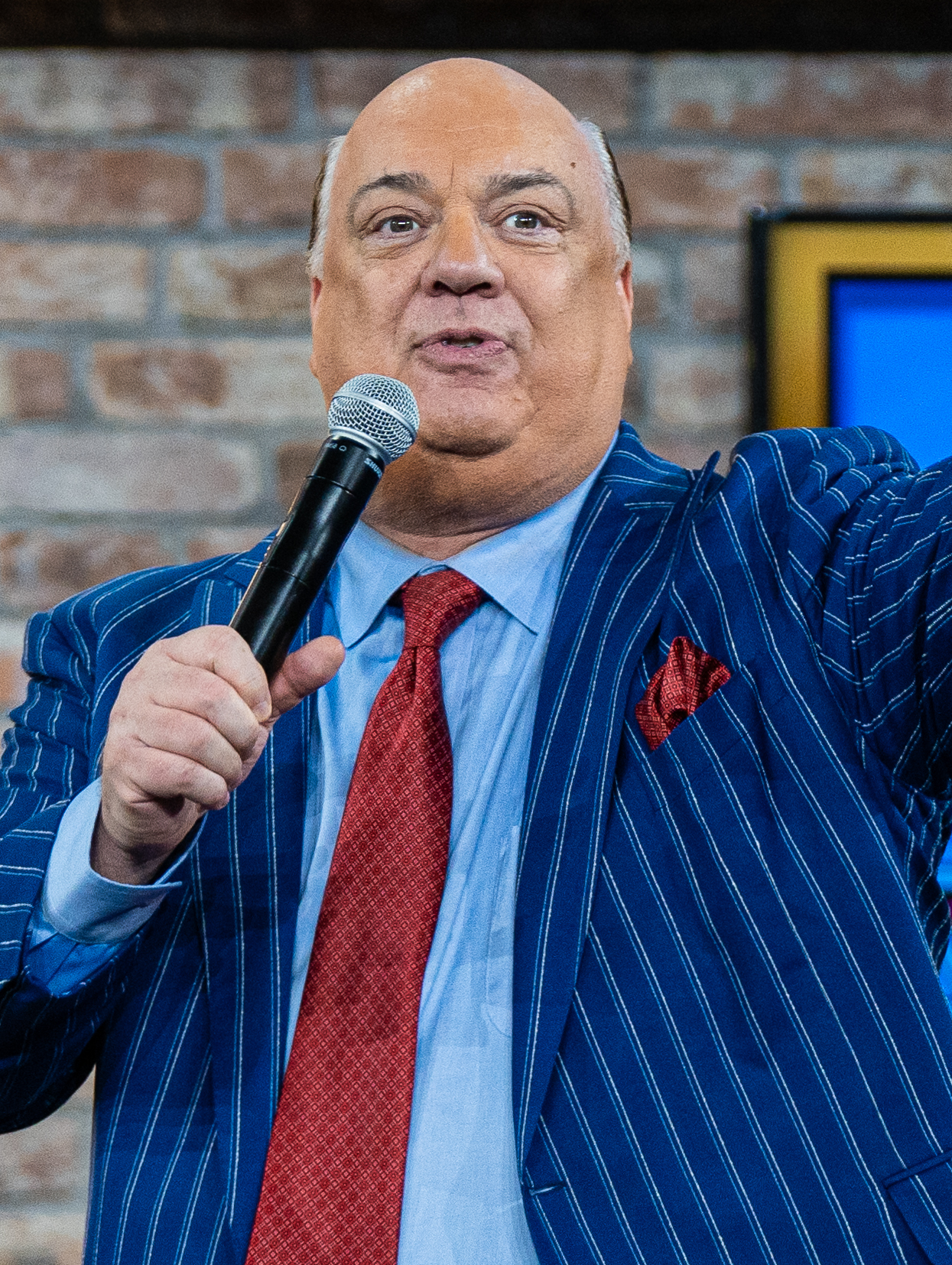
Paul Heyman (M)
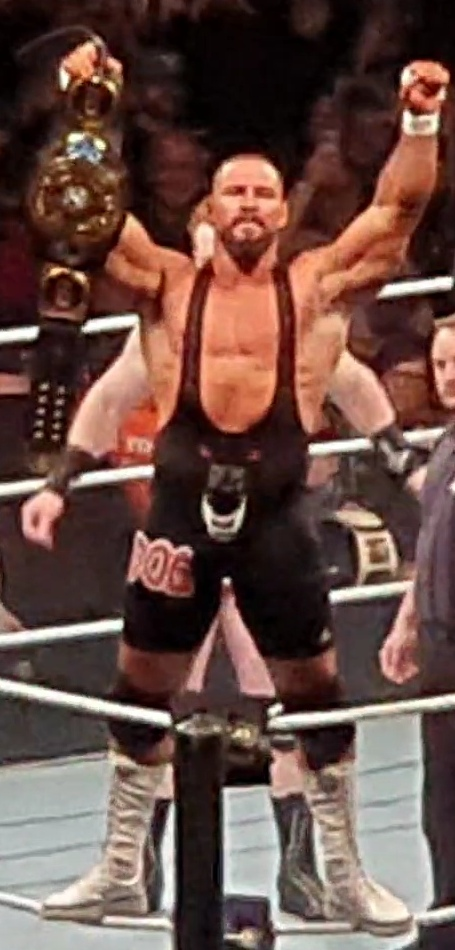
Bron Breakker
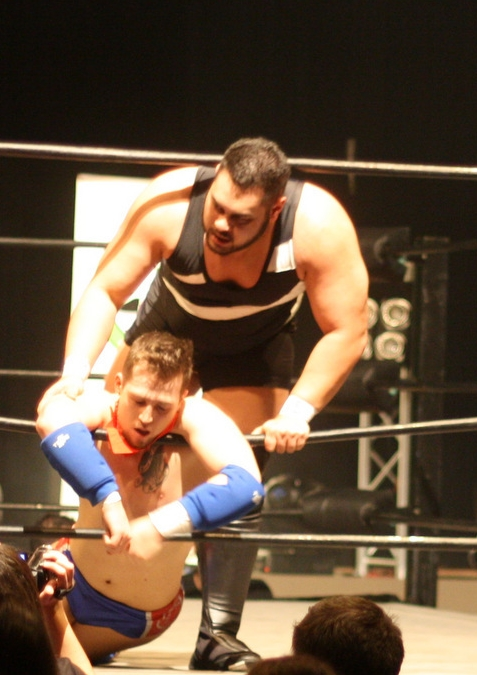
Bronson Reed

| * | Founding member |
| L | Lider           |
| M | Manager         |

### Actuales
| Miembros         | ingreso               |
| ---------------- | --------------------- |
| Seth Rollins (L) | 21 de abril de 2025 * |
| Paul Heyman (M)  | 21 de abril de 2025 * |
| Bron Breakker    | 21 de abril de 2025 * |
| Bronson Reed     | 24 de mayo de 2025    |

## Campeonatos y logros
WWE
- Campeonato Mundial Peso Pesado (1 vez, actual) – Rollins[7]
- Money in the Bank masculino (2025) – Rollins